# Katolička Crkva na Sjevernomarijanskim otocima

Katolička Crkva na Sjevernomarijanskim otocima dio je svjetske Katoličke Crkve u zajedništvu s papom i rimskom kurijom. Katolici su najbrojnija vjerska zajednica Otoka i čine više od 53% stanovništva. Crkva je ustrojena u biskupiju Chalan Kanoa, u kojoj djeluje trinaest župa.
Katoličanstvo na Otoke pristiže dolaskom Španjolaca 1667. Najstarija očuvana crkva nalazi se na otoku Saipanu, župna crkva Krista Kralja iz 1876. Biskupijska prvostolnica, katedrala Gospe Karmelske (građena 1947.–1949.), izgrađena je nastojanjem kapucina Ferdinanda Stippicha, na mjestu prvotne crkve iz 1907., koju su u Drugomu svjetskomu ratu razorile bombardiranjem američke snage. Biskupijsko marijansko svetište Nuestra Senora Bithen delos Remedios podignuto je 1879., također na Saipanu. Španjolske redovnice mercedarijevke otvaraju 1951. dječji vrtić Gospe od Milosrđa te, zahvaljujući zidarskomu umijeću župnika Arnolda Bendowskya, 1952. preuređenjem napuštene tvornice šećera osnovnu školu.
Biskupija Chalan Kanoa utemeljena je 1984. i podređena je nadbiskupiji Agana na Guamu.